# Morczyny
Morczyny – kolonia wsi Mirakowo w Polsce, położona w województwie kujawsko-pomorskim, w powiecie toruńskim, w gminie Chełmża. Wchodzi w skład sołectwa Mirakowo.
W latach 1975–1998 kolonia należała administracyjnie do województwa toruńskiego.